# Región de Morogoro
Morogoro es una de las treintaiuna regiones administrativas en las que se encuentra dividida la República Unida de Tanzania. Su capital es la ciudad de Morogoro.

## Localización
Se ubica en el centro-este del país y tiene los siguientes límites:

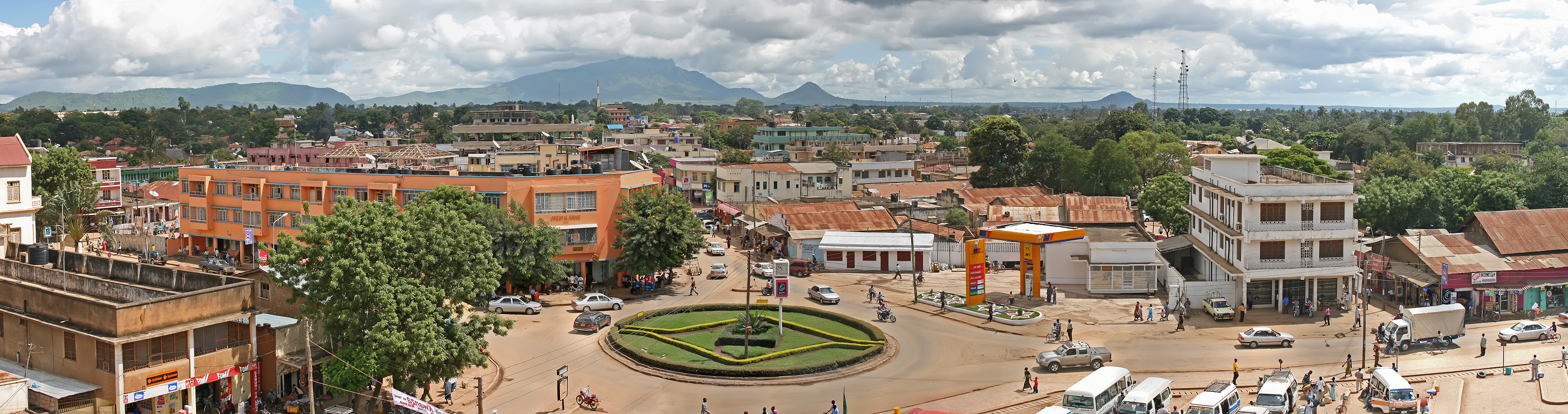
Vista panorámica de la ciudad de Morogoro.

| Noroeste: Región de Dodoma | Norte: Región de Manyara | Noreste: Región de Tanga |
| Oeste: Región de Iringa    |                          | Este: Región de Pwani    |
| Suroeste: Región de Njombe | Sur: Región de Ruvuma    | Sureste: Región de Lindi |

## Subdivisiones
Esta región se encuentra subdividida internamente en 2 ciudades y 7 valiatos (población en 2012):

Valiatos de Morogoro.

- Gairo (193 011 habitantes)
- Kilombero (407 880 habitantes)
- Kilosa (438 175 habitantes)
- Morogoro (286 248 habitantes)
- Ciudad de Morogoro (315 866 habitantes)
- Mvomero (312 109 habitantes)
- Ulanga (151 001 habitantes)
- Malinyi (114 202 habitantes)
- Ciudad de Ifakara (121 806 habitantes)

## Territorio y población
La región de Morogoro abarca una superficie de 70.264 kilómetros cuadrados, y en ella viven 3.197.104 personas. La densidad poblacional es de 45,5 habitantes por kilómetro cuadrado.